# Sahastata bosmansi
Espèce
Sahastata bosmansi est une espèce d'araignées aranéomorphes de la famille des Filistatidae.

## Distribution
Cette espèce est endémique de la wilaya d'Illizi en Algérie,. Elle se rencontre vers Iherir.

## Étymologie
Cette espèce est nommée en l'honneur de Robert Bosmans.

## Publication originale
- Zonstein & Marusik, 2019 : A revision of the spider genus Filistata (Araneae: Filistatidae). Arachnology, vol. 18, no 2, p. 53-93.